# Nefise Hatun
Nefise Hatun, Nefise Sultan, Nefise Melek Hatun ou Nefise Melek Sultan Hatun, est l'une des filles de Murad Ier, sultan turc du XIVe siècle.

## Histoire
Son père se servit d'elle pour tenter de calmer Karamanoglu Alaeddin (Ala ed-Din) Bey, fils et successeur de Yakhschi-Beg, souverain de Karamanie. Il la maria donc à celui-ci en 1378.
Dans  les  premiers   temps  du  règne  de  Mourad, Alaeddin, fils et successeur de Yakhschi-Beg, pour  augmenter  les  embarras  que  la  révolte  des  grands  propriétaires  (alibi)  de la Galatie avait suscités à Mourad, et  afin  de  favoriser l'insurrection  par  une  diversion  puissante, excita  les Warsaks   à  se  joindre  aux  rebelles  d'Angora;  mais  la prise de cette ville et le mariage de Nefisé, fille de Mourad, avec Alaeddin, rétablirent  la  paix  pour  quelque temps. À  dater  de  ce  moment, l'envieux  Alaeddin chercha  toutes  les  occasions  de  rompre  le  traité  qui l'unissait  au  souverain  des  Ottomans. (J. de Hammer, op. cit.)
Comme on le voit, cette union n'eut pas l'effet escompté. Les hostilités reprirent donc, avec la participation de deux des fils de Murad Ier, Yakub Çelebi et Bayézid, frères donc de Nefise. Vaincu, Alaeddin se réfugia dans Konya. Pour se tirer de ce mauvais pas, il envoya Nefise à son père, chargée d'implorer le pardon du Sultan.
Selon Joseph de Hammer :
Mourad assiégeait la ville depuis douze jours sans avoir encore osé livrer l'assaut, lorsqu'Alaeddin, pénétré des dangers de sa position, prit le parti d'envoyer son épouse dans le camp des  Ottomans. Le sultan céda aux supplications de sa fille et consentit  à accorder la paix à Alaeddin, sous la condition qu'il viendrait, en signe de soumission, lui baiser la main. Le prince de Karamanie  se résigna à cette humiliation qui lui assurait la possession de Koniah et de toutes ses provinces, et dès ce moment la paix se rétablit entre les deux souverains. Lamartine raconte la scène avec plus de détails: Iconium, assiégée depuis douze jours, allait céder aux assauts des Ottomans; la porte s'ouvre, un cortège en sort, c'est la fille d'Amurat, l'épouse d'Alaeddin, suivie de ses enfants, qui vient implorer de son père le pardon de son mari. Amurat, attendri par la vue et les larmes de sa fille, ne demande d'autre réparation à Alaeddin que de venir lui baiser la main, en signe de vasselage, devant la porte de Koniah.
Nefise fit construire en 1387 l'université théologique de Karaman.
Elle eut pour fils Mehmed II Bey, successeur d'Alaeddin.